# Passing (sociologie)

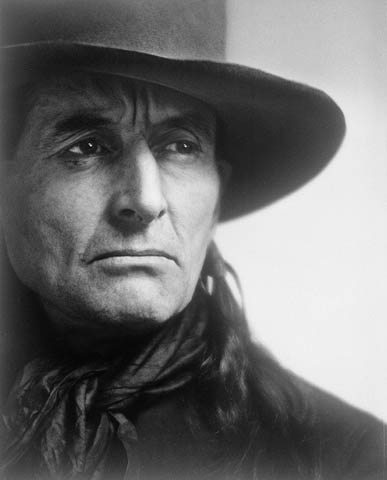
Archibald Belaney (1888–1934), een witte Engelsman, deed zich jarenlang voor als een indiaan genaamd Grey Owl.

Passing is het zich kunnen voordoen als iemand van een andere sociale groep dan de eigen groep, bijvoorbeeld een ander geslacht of een andere etniciteit. Iemand kan aan passing doen om bepaalde privileges te genieten of om stigma of discriminatie te vermijden. Passing is vaak afhankelijk van de aanvaarding door de gemeenschap waarbij men wil aansluiten en kan er ook voor zorgen dat iemand verstoten wordt door de eigen groep. 
De term is afgeleid van de Engelse phrasal verbs passing for (doorgaan voor) en passing as (zich voordoen als) en is courant sinds de jaren 1920. De term is historisch vooral gebruikt om zwarte of multiraciale Amerikanen te beschrijven die doorgingen als witte mensen om te ontsnappen aan racistische discriminatie.

## Types
Ras of etniciteitDe term passing verwees oorspronkelijk naar Amerikanen van Afrikaanse of gemengde oorsprong die dankzij hun lichte huidskleur en hun gedragingen in staat waren om zich voor te doen als witte mensen in de racistische Verenigde Staten van de 19e en 20e eeuw. Passing kon iemand toegang verlenen tot bijvoorbeeld onderwijs of bepaalde banen. De term is later ook toegepast op mensen van andere etniciteiten die zich voordoen voor een andere groep. Dat doet men door bijvoorbeeld tongval, woordkeuzes, kleding, persoonlijke verzorging en zelfs de naam aan te passen.
Sociale klasse of kasteClass passing is het zich voordoen als iemand van een andere sociale klasse, bijvoorbeeld als arme of werkmens doorgaan voor een rijke. Dit is een veelvoorkomend thema in de westerse populaire cultuur.
Gender of seksuele geaardheidOnder transgenders is er veel discussie over het concept passing of blending en de wenselijkheid ervan. Een voorbeeld is een transman die doorgaat voor een cisman. Waar heteroseksualiteit de norm is kunnen lesbiennes, homo's en biseksuelen zich publiek voordoen als niet-homo. Wanneer iemand zich niet langer wil voordoen volgens de normen, en uitkomt voor zijn of haar gender of geaardheid, spreken we van uit de kast komen.
GeloofWaar mensen gediscrimineerd of vervolgd worden vanwege hun geloofsovertuiging, is het niet ongebruikelijk om zich voor te doen als een lid van de meerderheidsreligie (cryptoreligie).
HandicapEen persoon met een handicap kan zijn of haar functiebeperking bewust verbergen om niet gestigmatiseerd te worden. Wie een onzichtbare handicap heeft, kan ervoor kiezen om door te gaan voor valide of om het gedrag juist te overdrijven om bijvoorbeeld meer erkenning en dus hulp te krijgen. Bij autisme is soms sprake van masking, gedragingen die de aandoening verbergen of camoufleren.